# Distanzstein (Güntersberge, Mitte Siptenfelder Straße)

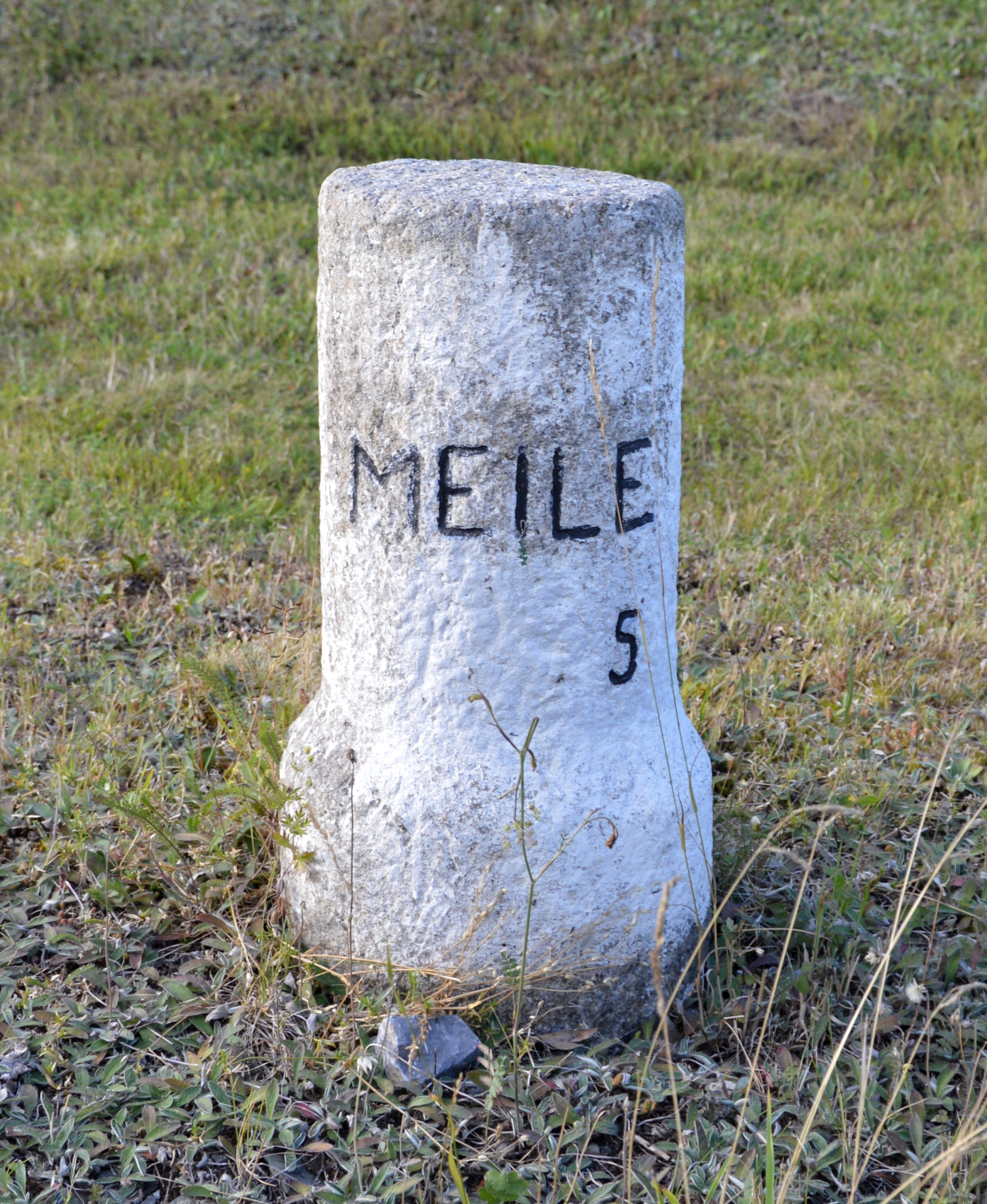
Anhaltischer Viertelmeilenstein in Güntersberge

Der Distanzstein ist ein denkmalgeschützter Meilenstein in der Ortschaft Güntersberge der Stadt Harzgerode im Harz in Sachsen-Anhalt.

## Lage
Der anhaltische Viertelmeilenstein befindet sich heute am Rand der Siptenfelder Straße auf deren Nordseite, etwa gegenüber der Einmündung der Bahnhofstraße. Die Siptenfelder Straße ist Teil des Verlaufes der Bundesstraße 242. Schräg vor ihm steht ein Ganzmeilenstein.

## Gestaltung und Geschichte
Der kleine Rundsockelstein wurde im Zuge der Anlage der anhaltischen Kunststraßen nach 1850 aufgestellt. Der geweißte Stein trägt als Inschrift scheinbar die Entfernungsangabe Meile 5, doch ein genauerer Blick lässt eine 13,25 erkennen. Es handelt sich somit um einen anhaltischen Viertelmeilenstein, denn daneben ist auch 1/4 Meile lesbar. Der Nullpunkt der Meilenangabe in Anhalt befand sich in Dessau am Denkmal des Fürsten Leopold. Die anhaltische Meile entsprach der preußischen Meile und war 7,532 Kilometer lang.
Der Viertelmeilenstein steht mindestens an seinem dritten Standort. Es ist nicht genau bekannt, wann er nach Güntersberge gebracht wurde, aber dies erfolgte wohl nach der Umstellung auf Kilometer im Jahr 1874. Er diente in der Bärenröder Straße als Prellstein, bevor er zu dem Ganzmeilenstein in die Siptenfelder Straße umgesetzt wurde. Im örtlichen Denkmalverzeichnis ist der Distanzstein unter der Erfassungsnummer 094 84979 als Kleindenkmal verzeichnet. Anhaltische Viertelmeilensteine sind nur aus dem ehemaligen Territorium von Anhalt-Bernburg bekannt. Diese haben nur zufällig die Zeit überstanden, so dass nicht sicher ist, ob es sie auch in den anderen Territorien (Anhalt-Köthen, Anhalt-Dessau) gab.